# Menhir de Pierre-Pin
Le menhir de Pierre-Pin, appelé aussi Pierre des Huguenots, est situé sur la commune de Sion-les-Mines, dans le département de la Loire-Atlantique, en France.

## Description
Le menhir se présente comme un bloc massif de forme trapézoïdale. Il mesure 2,60 m de hauteur pour une largeur à la base de 2,60 m et une épaisseur au plus large de 1,40 m.

## Protection
Le monument est inscrit au titre des monuments historiques en 1988.